# Јенс Кристијан Скоу
Јенс Кристијан Скоу (дан. Jens Christian Skou; 8. октобар 1918 — 28. мај 2018) био је дански хемичар, добитник Нобелове награде за хемију 1997. године заједно са Полом Д. Бојером и Џоном Е. Вокером за откриће јон транспортног ензима, Na+K±ATРаза.